# Ильино (Липецкая область)
Ильино́ — село Липецкого района Липецкой области. Административный центр Введенского сельсовета. 

## География
Расположено на правом берегу реки Воронежа.

## История
Возникло в первой половине XVII века на месте остатков древнеславянского поселения. Под названием Ильино́ Городи́ще упоминается в документах 1651 года.

## Население
| 2010 | 2012  |
| ---- | ----- |
| 1264 | ↗1375 |